# Rosio Torres
Rosio Torres Salinas (Caynarachi, 11 de junio de 1974) es una odontóloga, cirujana dentista y política peruana. Es congresista de la república por la región de Loreto para el periodo 2021-2026.

## Biografía
Nació en el distrito de Caynarachi, ubicado en provincia de Lamas del departamento de Loreto, el 11 de junio de 1974. Es hija de Cirilo Torres Pinchi y de Neri Salinas de Torre, quien fue congresista fujimorista durante el breve periodo 2000-2001.
Es egresada de la Universidad Nacional San Luis Gonzaga de Ica donde estudió la carrera de cirugía dental y logró graduarse en 1998. Obtuvo también un bachiller en Odontología en el mismo año y con un postgrado en la Universidad Nacional de la Amazonía Peruana en 2017.
Laboró como docente en la Universidad Científica del Perú y en la Universidad Nacional de la Amazonía Peruana.
Está comprometida con el excongresista y exgobernador regional de Loreto, Fernando Meléndez.

## Carrera política
Fue fundadora y miembro del Movimiento Integración Loretana en 2004 y ejerció la secretaria de la Mujer hasta el 2012. Participó por primera vez en la política en las elecciones municipales del año 2006 como regidora de la provincia de Maynas, sin embargo, no resultó elegida. Postuló a la alcaldía de Maynas en 2018 sin éxito.

### Congresista de la República
En las elecciones parlamentarias del 2021, se afilió al partido Alianza para el Progreso de César Acuña y postuló al Congreso de la República representando a su natal Loreto. Torres fue elegida como congresista, con 5,179 votos, para el periodo parlamentario 2021-2026.
Dentro de su gestión parlamentaria, ejerció la presidencia de la Subcomisión de Acusaciones Constitucionales y la secretaría de la Comisión de Descentralización en 2021. 

## Controversias

### Caso Mochasueldo
En abril del 2023, Torres fue denunciada por el dominical Punto Final de haber obligado a recortar el sueldo a cinco trabajadores y extrabajadores de su despacho parlamentario para depositar parte de sus sueldos a un familiar. Tras esto, Torres negó las acusaciones y fue investigada ante la Comisión de Ética donde se aprobó investigarla y sorpresivamente se cambió su suspensión de 120 día a una multa. Posteriormente, el líder de Alianza para el Progreso, César Acuña, anunció la expulsión de Torres, sin embargo, permanece actualmente en la bancada y afiliada al partido.